# Climaciella duckei
Climaciella duckei är en insektsart som beskrevs av Navás 1915. Climaciella duckei ingår i släktet Climaciella och familjen fångsländor. Inga underarter finns listade i Catalogue of Life.